# Bitva na Drině
Bitva na Drině byla střetnutím rakousko-uherské a srbské armády, které se na srbské frontě v rámci první světové války uskutečnilo v průběhu září roku 1914. Během krvavých bojů se rakousko-uherské armádě pod velením generála Oskara Potiorka podařilo v této bitvě prolomit srbskou obranu u soutoku řek Driny a Sávy. Následoval ústup Srbů z Mačvy a situaci na srbské frontě znovu zvrátilo až srbské vítězství v bitvě na Kolubaře.

## Předchozí události
Poté, co srbská armáda v srpnu 1914 porazila rakousko-uherské síly v bitvě na Ceru a vytlačila útočníky ze svého území, překročili Srbové 6. září Sávu nedaleko Mitrovice a sami přešli do nečekaného protiútoku. Přestože se části 1. srbské armády podařilo zachytit na severním břehu Sávy u Kupinova, byla většina srbských sil po dvoudenních bojích se ztrátami zatlačena zpět na jižní břeh. Rakousko-uherské velení se rozhodlo provést další útok s pomocí 5. a 6. armády, které měly za úkol překročit ze západu řeku Drinu před soutokem se Sávou a obsadit Mačvu.

## Průběh bitvy
Rakousko-uherský útok zahájila večer 7. září dělostřelecká příprava, která však nebyla účinná a která navíc upozornila Srby na blížící se útok. Od brzkých ranních hodin pak Rakušané překonávali řeku a snažili se na východním břehu vytvořit předmostí. Rakouské jednotky, jejichž značnou část tvořily české oddíly, zaznamenaly při přechodu řeky velké ztráty. Pod sílícím srbským tlakem pak velitelé nařídili 9. září ústup zpět za řeku, při něm ale mezi ustupujícími jednotkami vypukl zmatek a množství vojáků se při pokusech o překročení řeky utopilo.
Druhý útok podnikli Rakušané 14. září. Jednotkám pod velením generálmajora Aloise Podhajského se dopoledne podařilo překonat Sávu nedaleko ústí Driny a postoupit na poloostrově Parašnica pár kilometrů na srbské území. 17. září pak Rakušané pod velením polního maršálka Alfreda Krausse překročili Sávu východně od Sremské Mitrovice u Jaraku, čímž hrozilo 2. srbské armádě bránící Mačvu obklíčení. V těžkém bažinatém terénu došlo po několika dnech k vyčerpání jednotek na obou stranách a následné stabilizaci fronty. Útoky vyčerpané 5. armády ustaly 4. října.

## Důsledky bitvy

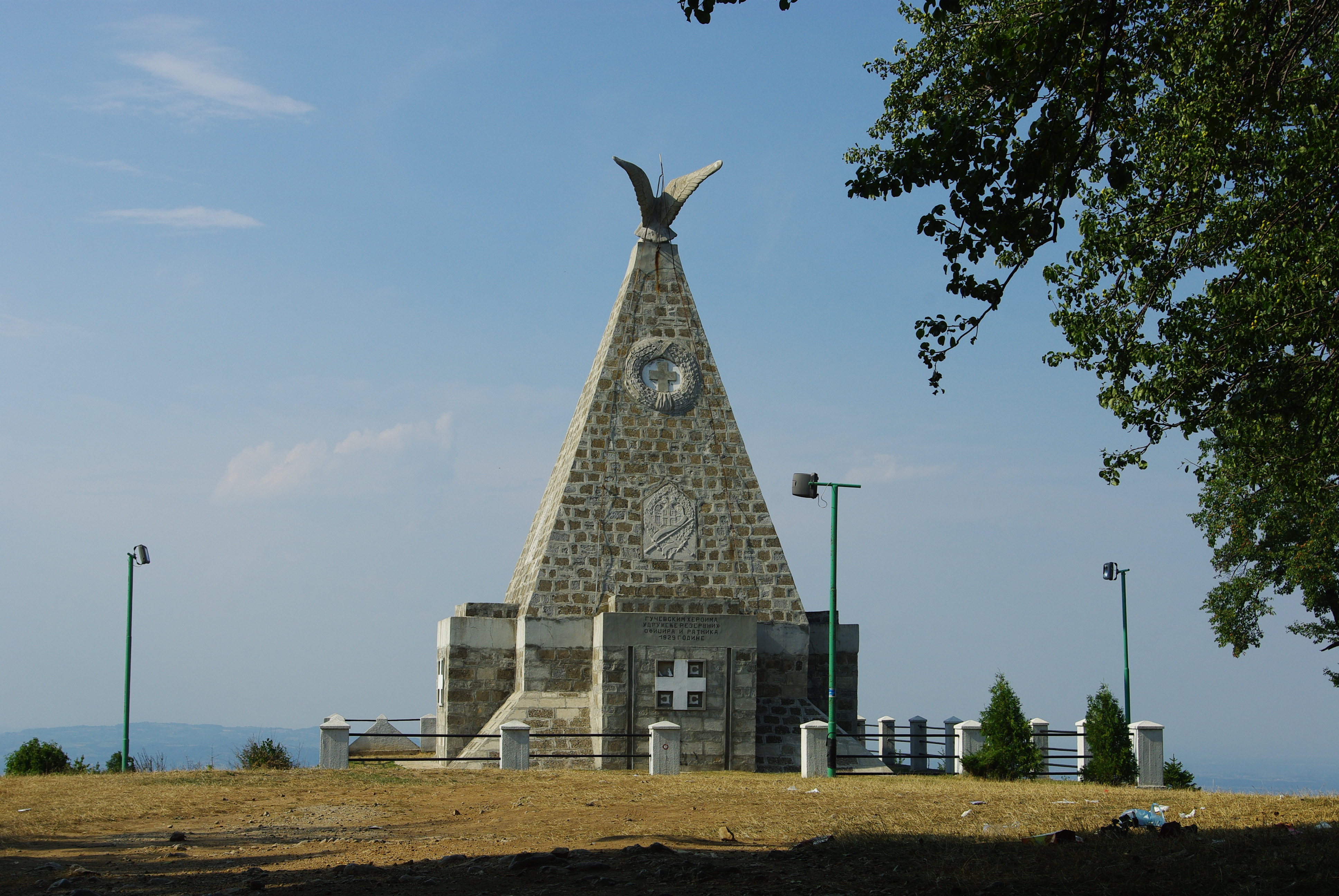
Památník padlým nacházející se na hoře Gučevo nedaleko srbského města Loznica

Během krvavých zářijových bojů u soutoku Driny a Sávy se Rakušanům za cenu vysokých ztrát podařilo vytvořit a udržet předmostí na srbském území. V průběhu října se frontová linie příliš nehýbala a obě strany během zákopových šarvátek doplňovaly síly. Jakékoliv pokusy o postup znesnadňoval především bažinatý terén, což zhoršovala i zvedající se hladina řeky Sávy. Obnovit útok nařídil Oskar Potiorek 24. října, avšak srbský odpor zlomilo rakouské dělostřelectvo až o tři dny později, načež srbské velení nařídilo 2. armádě ústup k Ceru. 6. rakouská armáda na jihu zároveň zahájila postup na Valjevo. 1. listopadu dobyli Rakušané Šabac a 11. listopadu vytlačili stahující se Srby i z Valjeva. Srbskému velení, které se přemístilo do města Kragujevac, se však podařilo ze západu do bezpečí stáhnout hlavní část svých sil. Po obsazení Bělehradu nařídil rakouský velitel Potiorek svých jednotkám pronásledovat Srby za řeku Kolubaru, načež však Srbové rakousko-uherské síly v bitvě na Kolubaře drtivě porazili. Kvůli průlomu na Kolubaře byla pak rakousko-uherská armáda donucena stáhnout se z celého Srbska zpět za Sávu a Drinu.